# Woden (Iowa)
Woden es una ciudad ubicada en el condado de Hancock en el estado estadounidense de Iowa. En el Censo de 2010 tenía una población de 229 habitantes y una densidad poblacional de 209,02 personas por km².

## Geografía
Woden se encuentra ubicada en las coordenadas 43°13′51″N 93°54′41″O / 43.23083, -93.91139. Según la Oficina del Censo de los Estados Unidos, Woden tiene una superficie total de 1.1 km², de la cual 1.1 km² corresponden a tierra firme y (0%) 0 km² es agua.

## Demografía
Según el censo de 2010, había 229 personas residiendo en Woden. La densidad de población era de 209,02 hab./km². De los 229 habitantes, Woden estaba compuesto por el 96.07% blancos, el 0% eran afroamericanos, el 0.44% eran amerindios, el 0% eran asiáticos, el 0% eran isleños del Pacífico, el 2.62% eran de otras razas y el 0.87% pertenecían a dos o más razas. Del total de la población el 5.24% eran hispanos o latinos de cualquier raza.